# ルクスエア

Luxair（Luxair Société Luxembourgeoise de Navigation Aérienne SA）は、ルクセンブルク大公国の航空会社であり、同国首都ルクセンブルク市を本拠地にする。1948年にLuxembourg Airlines Companyとして発足し、1961年から現在の企業形態となった。
旅客航空会社としては小規模であるが、子会社に世界最大規模の貨物航空会社の一つであるカーゴルックス航空を持つ。
従来よりルフトハンザドイツ航空と提携を結んでいたが、2009年3月29日より、ルフトハンザ航空が主催している「Miles & More」を自社のマイレージサービスとして採用した。

## 保有機材

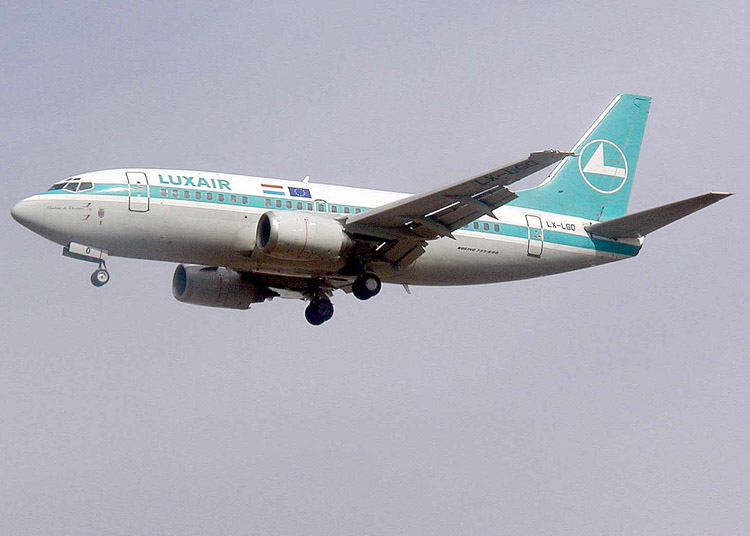
ルクスエア ボーイング737-500

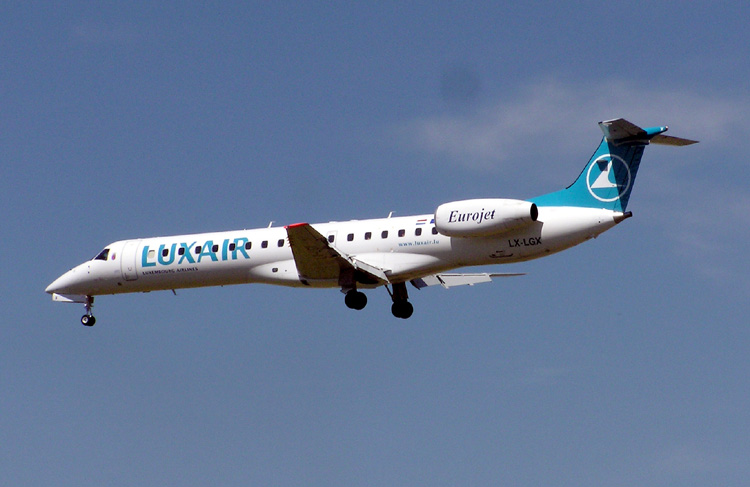
ルクスエア エンブラエルERJ145

以下の機材を使用してフィンデル空港とヨーロッパの主要都市を中心とする中・近距離路線を運航している。
2023年パリ国際航空ショーにて737-7を4機160席仕様で導入すると発表。
退役済
- ボーイング737-500
- ボーイング767-300ER
- エンブラエル ERJ135-LR
- エンブラエル ERJ145-EP
- エンブラエル ERJ145-LU

## 就航都市
※2019年現在

 オーストリア
- ウィーン

 チェコ
- プラハ

 デンマーク
- コペンハーゲン

 イギリス
- ロンドン

 フランス
- パリ
- ニース

 ドイツ
- ベルリン
- ハンブルク
- ミュンヘン
- ザールブリュッケン

 アイルランド
- ダブリン

 イタリア
- ミラノ
- バーリ
- ヴェネツィア
- ローマ

 ポルトガル
- ポルト
- リスボン

 スペイン
- バルセロナ
- マドリード

 スウェーデン
- ストックホルム

 スイス
- ジュネーヴ

## 事故
- ルクスエア9642便墜落事故